# イズモサイシン
イズモサイシン（学名: Asarum maruyamae）は、ウマノスズクサ科カンアオイ属の多年草。2007年新種記載の種。

## 特徴
根茎は短く地上を這い、節間は長く伸びず、根茎の先端から毎年1-2枚の葉を出す。葉柄は長さ9-12cmになり、葉は秋に落葉する。葉身は広卵形で薄く、長さ6.5-11cm、幅5-9cmになり、先端はとがり、基部は心形になる。葉の表面は葉脈に沿って軟毛が散生し、白斑は入らない。
花は3月下旬から4月上旬に開花する。花に花弁は無く、萼裂片が花弁状になる。花柄は長さ約2cmになる。萼筒は丸みのある壺形で、外面は紫色を帯びたグリーンオリーブ色で、長さ7.5-10mm、径10-14mmになり、喉部の直径は5-7mmと狭く萼筒の径のほぼ半分となる。萼筒内壁は暗紫色をし、15-17個の低い縦筋があり、基部は象牙色になり毛が生える。3個の萼裂片は五角形で平開し、長さ5.5-9mm、幅6-9mm、先端はとがり、縁は波打ち、表面に短毛が生える。子房は緑色がかった象牙色になり、長さ7-10mm、幅6-8.5mmになり、内部は6室に分かれる。花柱は6個で、基部で合着するが上部では互いに独立して直立し、先端は角条の突起になり、長さは0.8-1.1mmになる。雄蕊は12個あり、6個ずつが花柱のまわりに2輪に配列し、花糸は長さ2.5-3.5mm、葯は長さ1.5-2.0mmになる。

## 分布と生育環境
日本固有種。中国地方の島根県、鳥取県、広島県および岡山県の各一部に分布し、山地の落葉広葉樹林の小川に沿った林床、林縁に生育する。

## 名前の由来
和名イズモサイシンは、山路弘樹および中村輝子 (2007) による命名。山路らは、島根県能義郡広瀬町（現、安来市）で採集されたものをタイプ標本とし、カンアオイ属ウスバサイシン節に属する本種の和名をつけた。
種小名（種形容語） maruyamae は、島根県で初めて本種を見いだした島根県の丸山巌にちなむ。

## 種の保全状況評価
情報不足（DD）（環境省レッドリスト）

## 分類
日本に7種確認されているカンアオイ属ウスバサイシン節に属する種の一つ。山路弘樹、中村輝子ら (2007) による研究により、トウゴクサイシン Asarum tohokuense およびミクニサイシン A. mikuniense とともに新種とされた。ウスバサイシン節に属する種の中でも、萼筒が丸みのある壺型で喉部が狭いという点ではミクニサイシン（以下、この節において「同種」という。）に似る。同種の萼筒内面は、萼筒喉部で濃紫色、萼筒中部が象牙色から藤色と濃紫色の帯があって、17-21個の縦襞があり、基部が象牙色になる。一方、本種の萼筒内面は、萼筒喉部から中部が濃紫色で15-17個の縦襞があり、基部が象牙色になる。同種と本種では、萼筒内面の濃紫色の範囲と縦襞の個数が異なる。また、萼裂片は本種の方が小さい。同種の分布地は群馬県、栃木県、長野県および新潟県の各県境付近であり、本種の分布地は島根県のみであるとされていた。
その後、2024年には、島根県の柳浦正夫、矢田貝繁明および井上雅仁による研究の発表から、本種の分布地は、島根県東部から鳥取県中部までと、広島県北東部の県境部から岡山県北部にかけた、ある程度広いまとまった地域であるとされた。

## ギャラリー

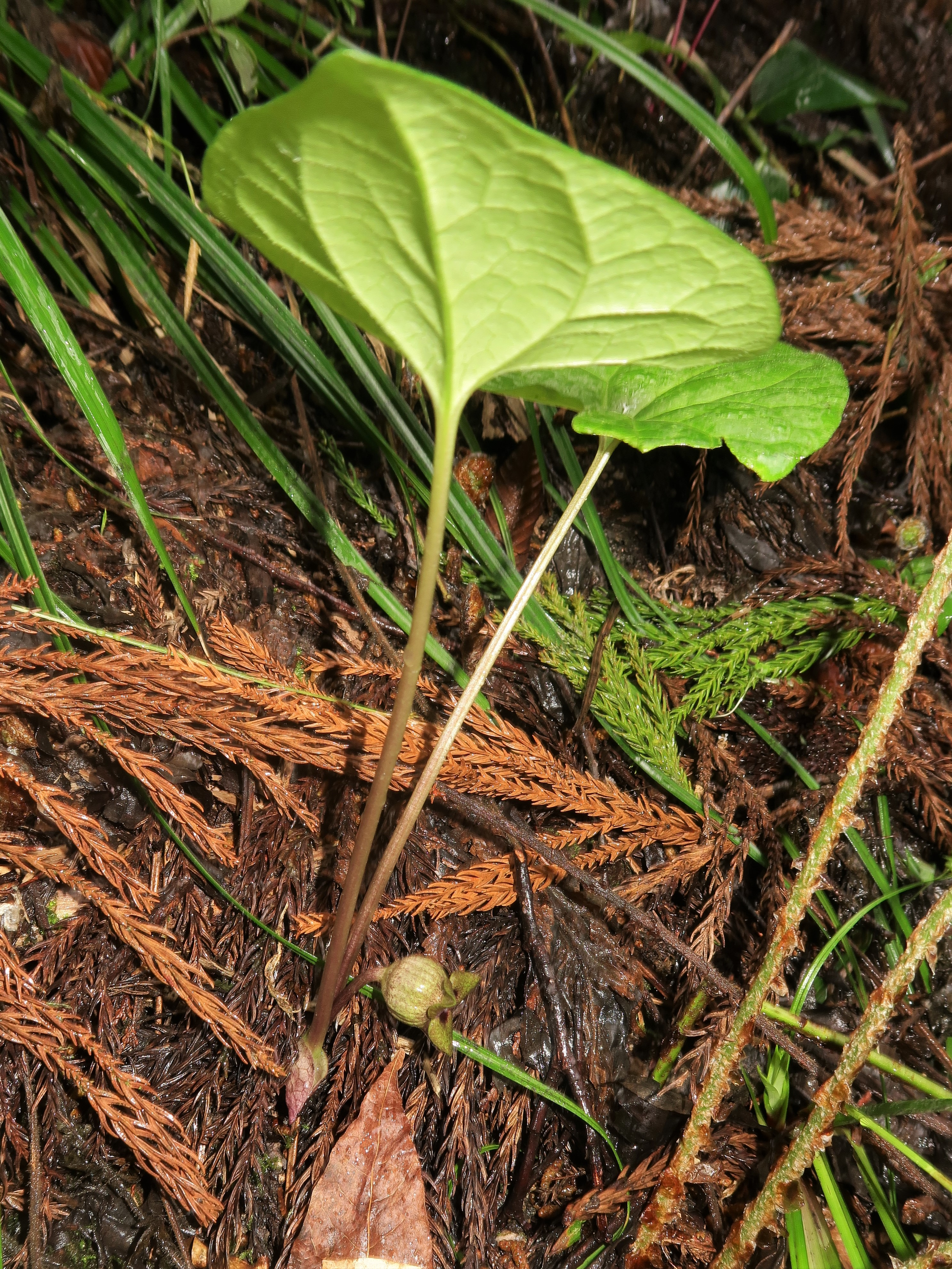
根茎の先端から毎年1-2枚の葉を出す。葉柄は長い。葉は秋に落葉する。
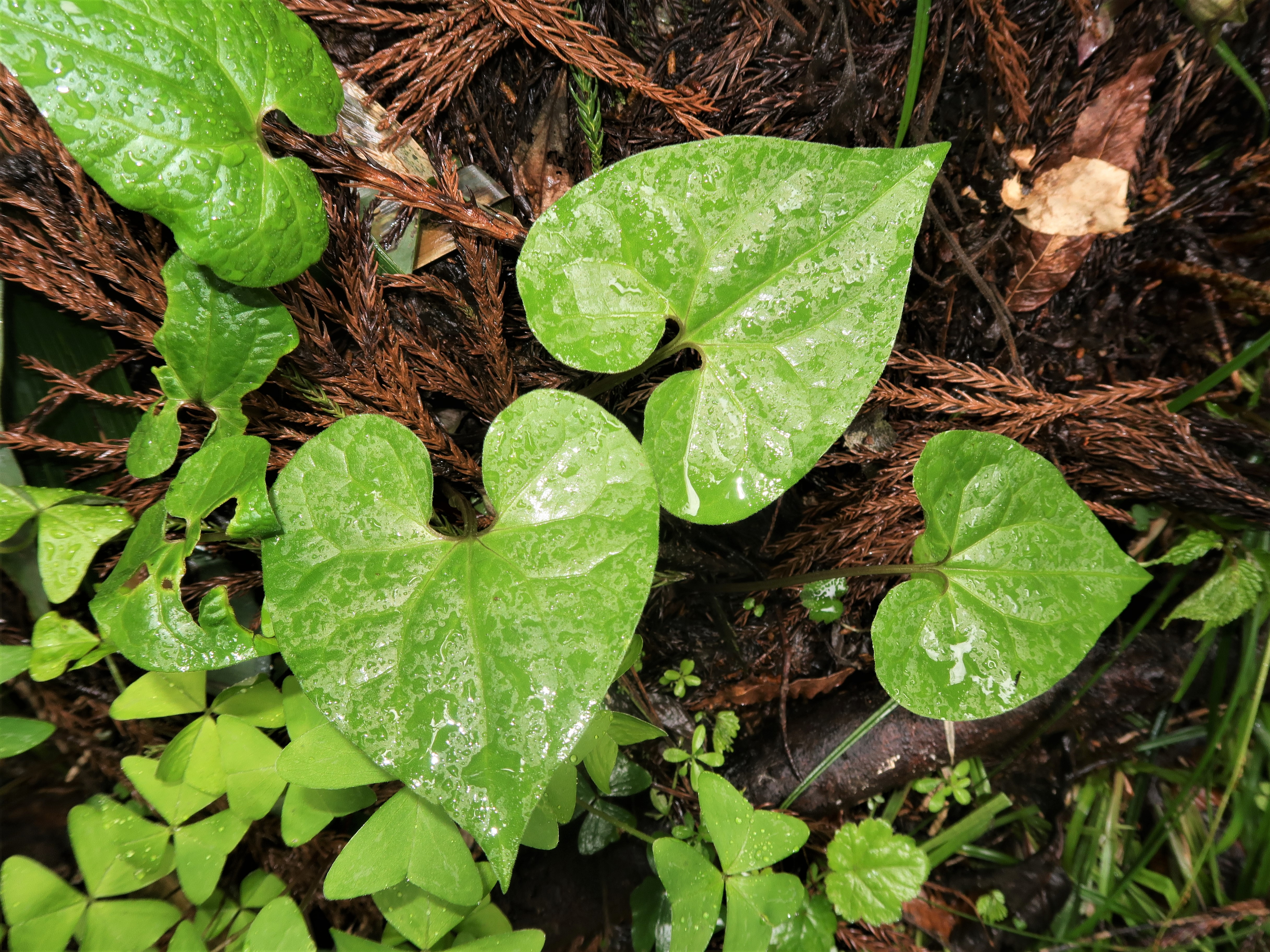
葉は広卵形で薄く、先端はとがり、基部は心形になる。葉の表面は葉脈に沿って軟毛が散生し、白斑は入らない。
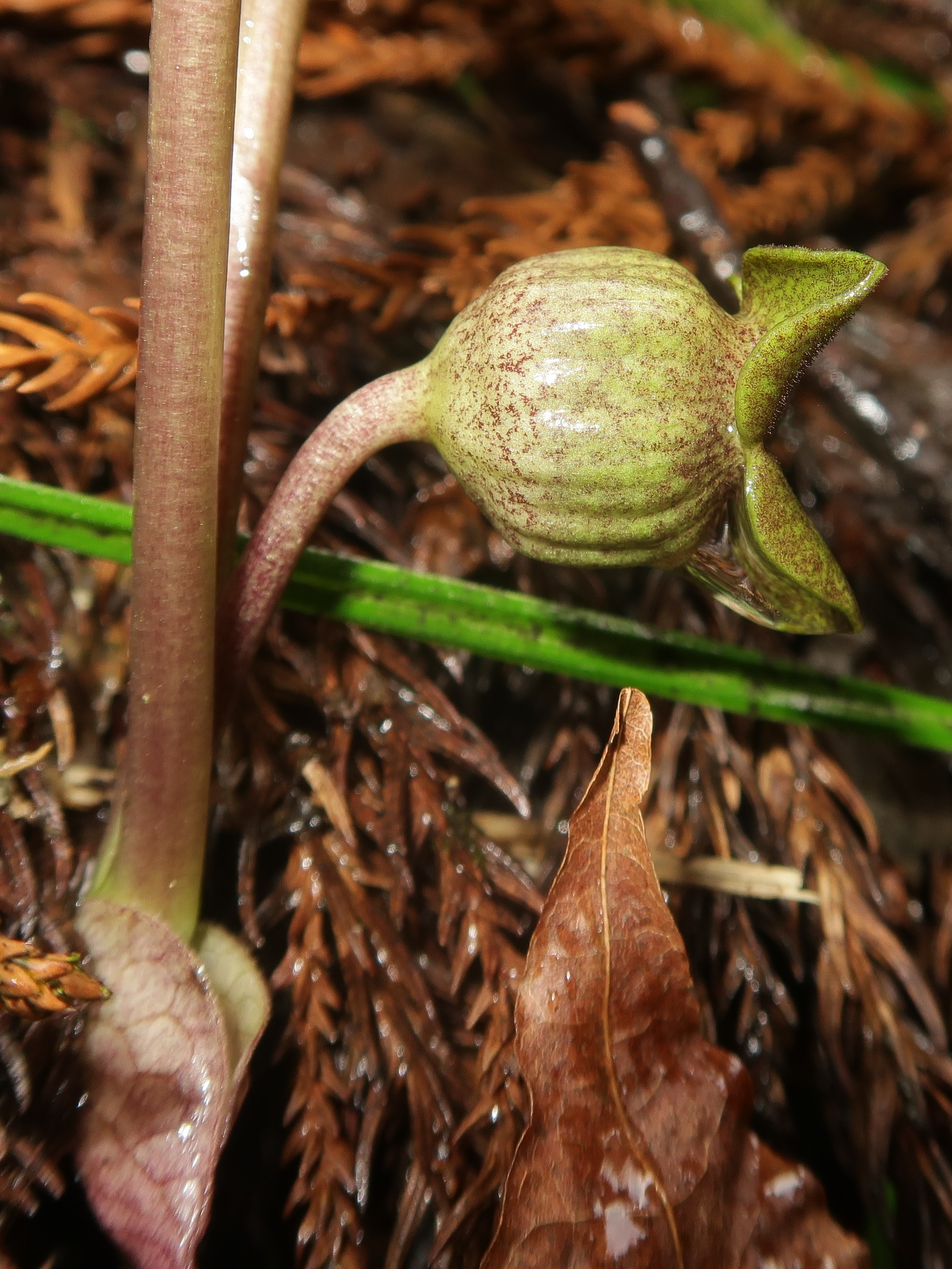
花柄は長さ約2cmになる。萼筒は丸みのある壺形で、外面は紫色を帯びたグリーンオリーブ色、喉部の直径は狭く萼筒の径のほぼ半分となる。
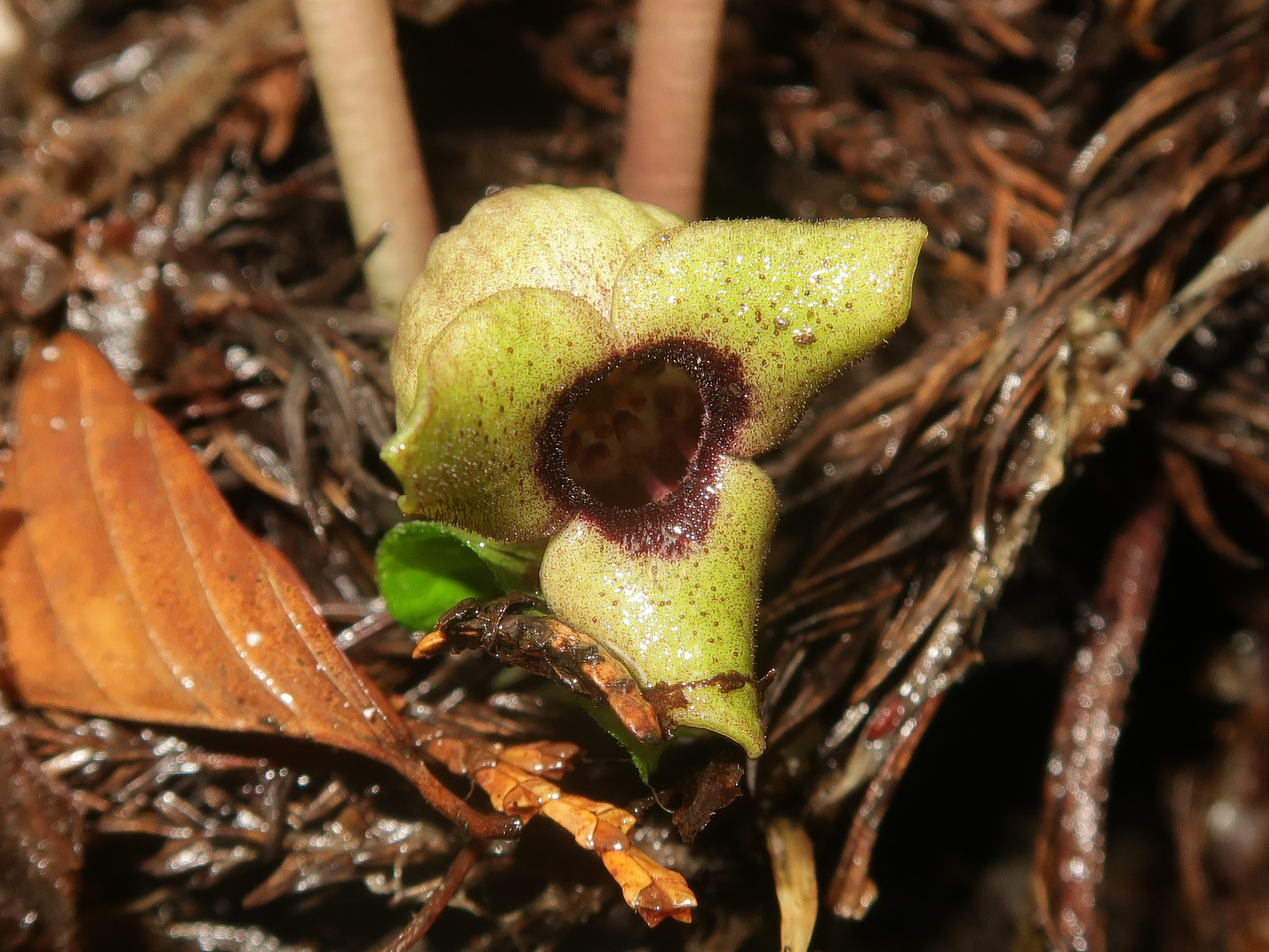
3個の萼裂片は五角形で平開し、先端はとがり、縁は波打ち、表面に短毛が生える。